# Vilsbiburg
Vilsbiburg település Németországban, azon belül Bajorországban. Lakosainak száma 12 621 fő (2023. december 31.). Vilsbiburg Schalkham, Bodenkirchen, Velden (Vils), Geisenhausen, Kröning és Gerzen községekkel határos.

## Népesség
A település népessége az elmúlt években az alábbi módon változott:
| Lakosok száma | 2023 | 5346 | 6786 | 9908 | 11 184 | 11 411 | 11 711 | 11 832 | 12 325 | 12 621 |
|               | 1875 | 1950 | 1975 | 1987 | 2012   | 2014   | 2016   | 2017   | 2021   | 2023   |